# Чачхалиа, Киршал Шамилович
Кирша́л Шами́лович Чачха́лиа (25 мая 1918, с. Пакуаш, Кодорский уезд — 4 июня 1970, Сухум) — абхазский поэт.

## Биография
В 1958 году окончил Высшие литературные курсы при Литературном институте СП СССР.
Печататься начал с 1936 года. Вслед за Л. Лабахуа, явившимся зачинателем жанра, развил и утвердил в абхазской литературе стихотворную сатиру. Имена героев сатиры Ч. стали нарицательными. Широкую известность, как сатирик, Ч. получил после публикации остро-сатирических стихотворений «Амбаква обжуливает», «Магазин Н». Не меньшую, чем сатира, значимость имеет в истории развития абхазской литературы и лирика поэта.
При жизни на абхазском языке вышли сборники — «Стихотворения» (1955), «В моем поселке» (1956), «Расцвели ветки» (1958), «Новые песни» (1960), «Цветок и колючка» (1963), «Подорожник» (1967), «Избранное» (1968); посмертный сборник новых стихов — «Весенние раздумья» (1971); на грузинском языке — «В дубраве отечества» (1965), «Стихотворения» (1976); на русском — «Сердце говорит» (1959), «Спасение» (1970).
Скончался 4 июня 1970 года, похоронен в Пантеоне писателей и общественных деятелей Абхазии.

### Семья
Сын Денис — абхазский поэт.